# Gölä

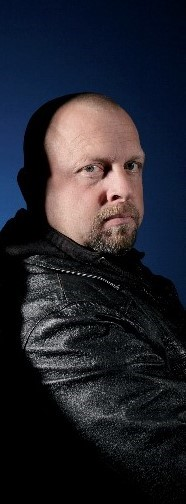
Gölä (2008)

Gölä (* 7. Juni 1968 in Oberdiessbach BE; eigentlich Marco Pfeuti) ist ein Schweizer Rockmusiker.

## Leben

### Erste Mundarterfolge
Marco Pfeuti wuchs in Oppligen in der Nähe von Thun auf. In seiner Jugend bekam er den Spitznamen «Gölä», eine Koseform von Marco. Nach einem Englandaufenthalt absolvierte er eine Malerlehre. Während der Lehre gründete er die Band Joshua, in der er englisch sang.
1998 suchte er eine Band, um ein paar berndeutsche «Lumpeliedli» aufzunehmen. Zusammen mit Zlatko «Slädu» Perica (Gitarre), Thomas «TJ» Gyger (Keyboard), Urs Frei (Schlagzeug) und René Maurer (Bass) entstand die Gruppe Gölä & Band. Unterstützung bekamen die fünf Musiker von den beiden Schwestern Sandra (seit 2003 erfolgreich als Solokünstlerin unter dem Namen Sandee) und Barbara Moser als Backing Vocals. Die Band konnte bei Sound Service einen Plattenvertrag für drei Mundartalben abschliessen.
Ihr erstes Album Uf u dervo (= «Auf und davon») wurde mit über 250'000 verkauften Exemplaren und fünffacher Platin-Auszeichnung zum bislang erfolgreichsten Schweizer Mundart-Album. Mehr als zwei Jahre hielt es sich ununterbrochen in der Schweizer Hitparade. Danach übernahm Tom Metzger von Sound Service das Management der Band.
Am 6. März 1999 wurden Gölä & Band anlässlich des Prix Walo als beste Rockband des Jahres sowie Gölä als Publikumsliebling 1998 ausgezeichnet. Erstmals konnte ein Künstler beide Auszeichnungen gewinnen.
Im selben Jahr erschien die zweite CD Wildi Ross («Wilde Pferde»). Es hielt sich neun Wochen auf Platz 1 der Hitparade. 18 Wochen blieb es in den Top 10, davon drei gemeinsam mit dem Vorgängeralbum, über ein Jahr war es insgesamt in den Charts. Es wurde mit Dreifachplatin ausgezeichnet. Ausserdem enthielt es mit I hätt no viu blöder ta einen Nummer-drei-Hit in den Singlecharts. Dem Release des Albums folgte eine Open-Air-Tour durch die Schweiz, darunter ein Konzert im Zillertal als Vorgruppe der Schürzenjäger vor über 30'000 Leuten sowie ein Konzert am Gurtenfestival.
Im Winter 1999/2000 folgte die grösste und letzte Tour der Band. Am 1. April 2000 fand im Forum Fribourg das erste Abschiedskonzert statt. Im Sommer erschien ein Doppellivealbum mit dem Titel Volksmusig, das Platz 2 in den Charts erreichte. Anschliessend bereiste Gölä mit seinem Sohn Mike Australien. Die wachsende Popularität, aber auch kritische Medienberichte sowie verschiedene Lebensauffassungen führten zu einem Bruch der Band-Einigkeit. Noch während Gölä in Neuseeland weilte, löste er die Band auf.
Nach seiner Rückkehr beschlossen die verbleibenden drei Musiker (Gölä, TJ und Slädu) die mit der Plattenfirma vertraglich vereinbarte dritte Studio-CD zu produzieren. Gölä III erschien nur noch unter dem Namen Gölä und war das dritte Nummer-eins-Album und das nächste Album mit Dreifachplatin-Status. Nach dem erneuten Erfolg und nur drei weiteren Konzerten, unter anderem zwei ausverkauften Konzerten im Zürcher Hallenstadion mit DJ Bobo und Marc Storace, sowie einem weiteren Livealbum löste sich die Band 2002 endgültig auf.

### Englischsprachige Musik und Rückkehr zur Mundart
Gölä beschloss, von da an keine Mundartmusik mehr machen zu wollen, und kehrte zu seinen Wurzeln in der englischsprachigen Rockmusik zurück. 2004 nahm er erneut mit TJ Gyger und Slädu Perica unter dem Namen Burn ein englisch gesungenes Album auf. Die CD erreichte immerhin Platz 5, konnte aber trotzdem nicht an alte Erfolge anknüpfen. Es blieb die einzige CD unter dem Namen Burn und in dieser Konstellation.
Bereits ein Jahr später lud er vier weitere Schweizer Musiker ein und nahm mit ihnen spontan sein zweites englischsprachiges Album mit dem Titel Gimme a Band auf. Es erschien am 22. August und kam nicht mehr über Platz 31 der Hitparade hinaus. Auch das Anfang Februar 2007 anlässlich seines Auftritts am Art on Ice im Zürcher Hallenstadion präsentierte dritte englische Album Rock & Roll platzierte sich trotz erfolgreicher Auftritte in Zürich und Lausanne nur wenig besser.
Im selben Jahr trat Gölä als Gast bei Die grössten Schweizer Hits auf und wurde dabei erstmals wieder in grossem Ausmass mit seiner Mundartvergangenheit konfrontiert. Die grosse Fanbegeisterung veranlasste ihn, parallel zu seinem vierten englischsprachigen Album seine alten Mundarterfolge noch einmal aufzunehmen und als zweite CD dazuzulegen. Das Doppelalbum Tättoo – Best of Bärndütsch / So Damn Sexy erschien im Mai 2008 und brachte ihn zurück auf Platz eins. Deshalb entschloss er sich, noch im selben Jahr ein neues Mundartalbum nachzulegen. Mit Z’Läbe fägt erreichte er zum zweiten Mal in einem Jahr die Chartspitze. Ausserdem war es das dritte Album, das Dreifachplatin erreichte.

### Neue Projekte
Im folgenden Jahr nahm Gölä als Kandidat an der dritten Staffel von Die grössten Schweizer Hits teil. Mit dem Lied I ha di gärn erreichte er Platz 3 und hatte damit anschliessend seinen einzigen Nummer-eins-Singlehit. Die Single erreichte ausserdem Goldstatus.
2010 startete Gölä wieder mit Thomas Gyger ein Hörspielprojekt in Mundart. Inspiriert durch seinen eigenen dreijährigen Sohn, schrieb er Geschichten um den Weltreisenden Gollo und seinen Papagei und vertonte sie als Hörspiel. Die erste CD mit dem Titel Am Nordpol war so erfolgreich, dass sie es in die Schweizer Hitparade bis auf Platz 34 schaffte. In den folgenden Jahren veröffentlichten sie weitere Geschichten, von denen In Asien und Route 66 ebenfalls in die Charts kamen. 2012 erschien als Papagallo & Gollo unter dem Titel Party, Dance & Rock ’n’ Rock auch ein Album mit Kinderliedern in verschiedenen Stilrichtungen.
Ebenfalls 2010 traf Gölä in Florida erstmals mit den Bellamy Brothers zusammen. Sie nahmen ein Album auf, bei dem sie nicht nur gemeinsam sangen, sondern auch Gölä die Hits der Bellamy Brothers und die Bellamys englische Versionen von Göläs Hits aufnahmen. Die Greatest Hits Sessions erreichten ein weiteres Mal Platz eins der Charts. Sechs Wochen hielt es sich an der Spitze und wurde mit Doppelplatin ausgezeichnet. Die gemeinsame Version des grössten Bellamys-Hits Let Your Love Flow kam ebenfalls in die Charts. Es folgte eine gemeinsame Schweiz-Tournee und ein Livealbum mit dem Titel BB&G Platinum. 2014 beschlossen die drei Musiker, die Verbindung neu aufleben zu lassen, und trafen sich erneut, um diesmal neue Songs zu schreiben und aufzunehmen. Das Album Mermaid Cowgirl erreichte im Herbst des Jahres Platz 6 in der Schweiz.

### Mundartmusik ab 2010
Nach verschiedenen anderen Projekten und dem Livealbum 100 % Mundart Stadion Thun machte sich Gölä an sein nächstes Mundartalbum. Es entstanden zwei Alben mit dem Titel Ängu u Dämone I und II («Engel und Dämonen»), die im Sommer 2012 kurz hintereinander veröffentlicht wurden und beide Platz eins erreichten.
Nach seinen positiven Erfahrungen mit den Bellamy Brothers in den USA ging er Anfang 2014 nach Nashville, um dort mit US-Countrymusikern viele seiner berndeutschen Hits sowie zwei neue Lieder einzuspielen. Mit dem Album Die schönsten Mundart-Balladen – Nashville Aufnahmen stand er im Mai zum neunten Mal auf Platz eins der Albumcharts. Im Oktober 2016 ist mit Stärne sein neustes Album erschienen. Schon nach zwei Wochen wurde ihm dafür der «Nummer 1 Award» der Schweizer Hitparade überreicht.

### Auftritt bei Happy Day und neues Album «Urchig»
Nach einem Überraschungsauftritt in der Fernsehsendung «Happy Day» des Schweizer Fernsehens SRF im August 2016, in welchem Gölä die Jodelsängerin Kathrin Burch überraschte und mit ihr einen seiner bekanntesten Mundartsongs (Indianer) sang und dieses Duett eine grosse mediale Aufmerksamkeit erhalten hatte, beschloss Gölä, gemeinsam mit verschiedenen Jodelchören der Schweiz ein komplettes Album mit bekannten und neuen Mundartsongs aufzunehmen.
Dieses Album, welches den Namen «Urchig» (Mundart: bodenständig) trägt, erschien am 29. September 2017 offiziell in den Geschäften.

### Büetzer Buebe
Im Jahre 2019 wurde bekannt, dass Gölä mit Trauffer ein temporäres Duo gebildet hat, welches auf den Namen Büetzer Buebe getauft wurde. Ihr erstes Lied Büetzer Buebe wurde als YouTube-Video über 600'000 Mal aufgerufen und erhielt durchschnittliche Bewertungen. Die Single konnte sich in den Schweizer Charts und zwei Wochen halten, wo sie Platz 15 erreichte.
Weiter stammte von diesem Duo der offizielle Festsong des Eidgenössischen Schwing- und Älplerfestes 2019 in Zug; Maa gege Maa (Topplatzierung: 24, über 570'000 Aufrufe auf YouTube).
Das Album Büetzer Buebe, welches am 9. August 2019 veröffentlicht wurde, erreichte trotz durchschnittlicher Bewertungen der Songvorveröffentlichungen den ersten Platz in den Schweizer Albumcharts und blieb drei Wochen an der Spitze (Stand: 12. April 2020). Dies ist allerdings auf die niedrigen CD-Verkäufe zurückzuführen.

### Verschiedenes
Gölä ist seit dem 28. Dezember 2012 verheiratet. Das Paar hat zwei gemeinsame Töchter. Aus früheren Beziehungen hat der Sänger zwei leibliche Söhne.
Gölä macht keinen Hehl aus seiner politischen Orientierung, er äussert sich zuweilen öffentlich politisch und bezeichnet sich selber als rechtskonservativ. 2024 äußerte er, "eine gute Diktatur" sei "wahrscheinlich besser als eine schlechte Demokratie".

## Diskografie

### Studioalben
| Jahr                  | Titel                        | Höchstplatzierung, Gesamtwochen, AuszeichnungChartsChartplatzierungen (Jahr, Titel, Platzierungen, Wochen, Auszeichnungen, Anmerkungen) | Anmerkungen                                                           |
| Jahr                  | Titel                        | CH | Anmerkungen                                                           |
| --------------------- | ---------------------------- | --- | --------------------------------------------------------------------- |
| 1998                  | Uf u dervo                   | CH1 ×5Fünffachplatin · (113 Wo.)CH | Erstveröffentlichung: 11. August 1998 Verkäufe: + 250.000             |
| 1999                  | Wildi Ross                   | CH1 ×3Dreifachplatin · (67 Wo.)CH | Erstveröffentlichung: 6. Juni 1999 Verkäufe: + 150.000                |
| 2001                  | Gölä III                     | CH1 ×3Dreifachplatin · (24 Wo.)CH | Erstveröffentlichung: 5. Oktober 2001 Verkäufe: + 120.000             |
| 2004                  | Burn                         | CH5 (8 Wo.)CH | Erstveröffentlichung: 15. März 2004 als Burn                          |
| 2005                  | Gimme a Band                 | CH31 (4 Wo.)CH | Erstveröffentlichung: 15. August 2005                                 |
| 2007                  | Rock & Roll                  | CH25 (4 Wo.)CH | Erstveröffentlichung: 2. Februar 2007                                 |
| 2008                  | Z’Läbe fägt                  | CH1 ×3Dreifachplatin · (47 Wo.)CH | Erstveröffentlichung: 31. Oktober 2008 Verkäufe: + 90.000             |
| 2012                  | Ängu u Dämone I              | CH1 Platin · (23 Wo.)CH | Erstveröffentlichung: 8. Juni 2012 Verkäufe: + 30.000                 |
| 2012                  | Ängu u Dämone II             | CH1 Gold · (19 Wo.)CH | Erstveröffentlichung: 6. Juli 2012 Verkäufe: + 15.000                 |
| 2014                  | Mermaid Cowgirl              | CH6 (15 Wo.)CH | Erstveröffentlichung: 26. September 2014 Bellamy Brothers & Gölä      |
| 2016                  | Stärne                       | CH1 Platin · (49 Wo.)CH | Erstveröffentlichung: 14. Oktober 2016 Verkäufe: + 20.000             |
| 2017                  | Urchig                       | CH1 ×3Dreifachplatin · (97 Wo.)CH | Erstveröffentlichung: 29. September 2017 Verkäufe: + 60.000           |
| 2019                  | Büetzer Buebe                | CH1 Platin · (73 Wo.)CH | Erstveröffentlichung: 9. August 2019 Verkäufe: + 20.000; mit Trauffer |
| 2020                  | Hour of the Thief            | CH3 (2 Wo.)CH | Erstveröffentlichung: 5. Juni 2020 Gölä & the Deed                    |
| 2021                  | Handwärch                    | CH1 (35 Wo.)CH | Erstveröffentlichung: 22. Oktober 2021 mit Trauffer                   |
| 2023                  | U.F.O.                       | CH1 (17 Wo.)CH | Erstveröffentlichung: 16. Juni 2023                                   |
| 2024                  | 25x Studio Session           | CH3 (7 Wo.)CH | Erstveröffentlichung: 7. Juni 2024                                    |
| 2025                  | Sturm                        | CH1 (… Wo.)CH | Erstveröffentlichung: 30. Mai 2025                                    |
| als Papagallo & Gollo |                              | |                                                                       |
|                       |                              | |                                                                       |
| 2009                  | Am Nordpol                   | CH34 (8 Wo.)CH | Erstveröffentlichung: 13. November 2009 Hörspiel                      |
| 2010                  | In Asien                     | CH27 (9 Wo.)CH | Erstveröffentlichung: 10. September 2010 Hörspiel                     |
| 2011                  | Route 66                     | CH42 (1 Wo.)CH | Erstveröffentlichung: 24. Juni 2011 Hörspiel                          |
| 2012                  | Party, Dance & Rock ’n’ Roll | CH99 (1 Wo.)CH | Erstveröffentlichung: 26. Oktober 2012 Hörspiel                       |

### Livealben
| Jahr | Titel                                        | Höchstplatzierung, Gesamtwochen, AuszeichnungChartsChartplatzierungen (Jahr, Titel, Platzierungen, Wochen, Auszeichnungen, Anmerkungen) | Anmerkungen                                          |
| Jahr | Titel                                        | CH | Anmerkungen                                          |
| ---- | -------------------------------------------- | --- | ---------------------------------------------------- |
| 2000 | Volksmusig                                   | CH2 (22 Wo.)CH | Erstveröffentlichung: 9. August 2000                 |
| 2002 | Live: 02                                     | CH3 Gold · (14 Wo.)CH | Erstveröffentlichung: 5. Mai 2002 Verkäufe: + 20.000 |
| 2011 | 100 % Mundart Stadion Thun                   | CH9 (10 Wo.)CH | Erstveröffentlichung: 2. Dezember 2011               |
| 2019 | 20 Jahre Bühnenjubiläum – Hallenstadion 2018 | CH9 (10 Wo.)CH | Erstveröffentlichung: 1. Februar 2019                |
| 2022 | Live im Letzigrund 2022                      | CH1 (10 Wo.)CH | Erstveröffentlichung: 9. September 2022 mit Trauffer |

### Kompilationen
| Jahr | Titel                                                | Höchstplatzierung, Gesamtwochen, AuszeichnungChartsChartplatzierungen (Jahr, Titel, Platzierungen, Wochen, Auszeichnungen, Anmerkungen) | Anmerkungen                                                                       |
| Jahr | Titel                                                | CH | Anmerkungen                                                                       |
| ---- | ---------------------------------------------------- | --- | --------------------------------------------------------------------------------- |
| 2008 | Tättoo – Best of Bärndütsch / So Damn Sexy           | CH1 (29 Wo.)CH | Erstveröffentlichung: 2. Mai 2008                                                 |
| 2010 | The Greatest Hits Sessions                           | CH1 ×2Doppelplatin · (29 Wo.)CH | Erstveröffentlichung: 27. August 2010 Verkäufe: + 60.000; Bellamy Brothers & Gölä |
| 2011 | BB&G Platinum                                        | CH29 (8 Wo.)CH | Erstveröffentlichung: 9. September 2011 Bellamy Brothers & Gölä                   |
| 2012 | Ängu u Dämone                                        | CH58 (2 Wo.)CH | Erstveröffentlichung: 9. November 2012                                            |
| 2014 | Die schönsten Mundart-Balladen – Nashville Aufnahmen | CH1 Platin · (53 Wo.)CH | Erstveröffentlichung: 2. Mai 2014 Verkäufe: + 20.000                              |

### Singles als Leadmusiker
| Jahr | Titel Album                                                         | Höchstplatzierung, Gesamtwochen, AuszeichnungChartsChartplatzierungen (Jahr, Titel, Album, Platzierungen, Wochen, Auszeichnungen, Anmerkungen) | Anmerkungen                                                       |
| Jahr | Titel Album                                                         | CH | Anmerkungen                                                       |
| --- | ------------------------------------------------------------------- | --- | ----------------------------------------------------------------- |
| 1998 | Keini Träne meh Uf u dervo                                          | CH7 (29 Wo.)CH | Erstveröffentlichung: Juni 1998                                   |
| 1998 | Schwan Uf u dervo                                                   | CH29 (18 Wo.)CH | Erstveröffentlichung: 21. November 1998                           |
| 1999 | I hätt no viu blöder ta Wildi Ross                                  | CH3 (14 Wo.)CH | Erstveröffentlichung: 9. Mai 1999                                 |
| 2001 | Gfüeu Gölä III                                                      | CH14 (6 Wo.)CH | Erstveröffentlichung: 29. September 2001                          |
| 2001 | Nacht Gölä III                                                      | CH25 (3 Wo.)CH | Erstveröffentlichung: 29. September 2001                          |
| 2001 | Nimm mi mit Gölä III                                                | CH33 (2 Wo.)CH | Erstveröffentlichung: 29. September 2001                          |
| 2002 | Aues wär so liecht Live: 02                                         | CH19 (7 Wo.)CH | Erstveröffentlichung: 19. April 2002                              |
| 2008 | D’Stadt Z’Läbe fägt                                                 | CH6 (37 Wo.)CH | Erstveröffentlichung: 11. April 2008                              |
| 2008 | I ha di gärn Z’Läbe fägt                                            | CH1 Gold · (31 Wo.)CH | Erstveröffentlichung: 6. Oktober 2008 Verkäufe: + 15.000          |
| 2009 | Wilder Summer Z’Läbe fägt                                           | CH96 (1 Wo.)CH | Erstveröffentlichung: 6. März 2009                                |
| 2009 | Uf u dervo [2009] Z’Läbe fägt                                       | CH62 (5 Wo.)CH | Erstveröffentlichung: 4. September 2009                           |
| 2010 | Let Your Love Flow The Greatest Hits Sessions                       | CH45 (1 Wo.)CH | Erstveröffentlichung: 6. August 2010 Bellamy Brothers & Gölä      |
| 2014 | Dr Himu brönnt Die schönsten Mundart-Balladen – Nashville Aufnahmen | CH27 (11 Wo.)CH | Erstveröffentlichung: 21. März 2014                               |
| 2016 | D’Stärne Stärne                                                     | CH14 (5 Wo.)CH | Erstveröffentlichung: 12. August 2016                             |
| 2016 | Eines Tages Stärne                                                  | CH89 (2 Wo.)CH | Erstveröffentlichung: 30. September 2016                          |
| 2018 | SCL –                                                               | CH13 (1 Wo.)CH | Erstveröffentlichung: 7. Dezember 2018                            |
| 2019 | Büetzer Buebe                                                       | CH15 (2 Wo.)CH | Erstveröffentlichung: 30. April 2019 mit Trauffer                 |
| 2019 | Maa gäge Maa Büetzer Buebe                                          | CH24 (5 Wo.)CH | Erstveröffentlichung: 24. Juli 2019 mit Trauffer                  |
| 2019 | Oh Wiehnachtszyt –                                                  | CH19 (2 Wo.)CH | Erstveröffentlichung: 29. November 2019 mit Trauffer              |
| 2019 | Ma chérie –                                                         | CH7 Gold · (5 Wo.)CH | Erstveröffentlichung: 31. Dezember 2019 mit DJ Antoine & Trauffer |
| 2021 | We d’Bärge vergheie –                                               | CH20 (2 Wo.)CH | Erstveröffentlichung: 22. Januar 2021                             |
| 2025 | Brich mir mis Herz –                                                | CH6 (2 Wo.)CH | Erstveröffentlichung: 2. Mai 2025 mit Megawatt                    |
| Folgende Lieder erschienen nicht als Single, wurden aber durch das Album zum Download und Streaming bereitgestellt und konnten somit eine Platzierung erlangen: |                                                                     | |                                                                   |
| |                                                                     | |                                                                   |
| 2009 | Indianer Uf u dervo                                                 | CH12 (12 Wo.)CH | Charteinstieg: 12. April 2009                                     |
| 2012 | Ängu u Dämone Ängu u Dämone II                                      | CH50 (3 Wo.)CH | Charteinstieg: 22. Juli 2012                                      |
| 2014 | Ds erscht Mau Die schönsten Mundart-Balladen – Nashville Aufnahmen  | CH73 (1 Wo.)CH | Charteinstieg: 11. Mai 2014                                       |
| 2017 | Büetzer Uf u dervo                                                  | CH73 (1 Wo.)CH | Charteinstieg: 1. Oktober 2017                                    |

### Singles als Gastmusiker
| Jahr | Titel Album     | Höchstplatzierung, Gesamtwochen, AuszeichnungChartsChartplatzierungen (Jahr, Titel, Album, Platzierungen, Wochen, Auszeichnungen, Anmerkungen) | Anmerkungen                                              |
| Jahr | Titel Album     | CH | Anmerkungen                                              |
| ---- | --------------- | --- | -------------------------------------------------------- |
| 2009 | Nümm elei Diva? | CH24 (6 Wo.)CH | Erstveröffentlichung: 16. Oktober 2009 Sandee feat. Gölä |

### Videoalben
| Jahr | Titel             | Höchstplatzierung, Gesamtwochen, AuszeichnungChartsChartplatzierungen (Jahr, Titel, Platzierungen, Wochen, Auszeichnungen, Anmerkungen) | Anmerkungen                         |
| Jahr | Titel             | CH | Anmerkungen                         |
| ---- | ----------------- | --- | ----------------------------------- |
| 2009 | Live 100% Mundart | CH1 (19 Wo.)CH | Erstveröffentlichung: 27. März 2009 |

## Auszeichnungen für Musikverkäufe
Anmerkung: Auszeichnungen in Ländern aus den Charttabellen bzw. Chartboxen sind in ebendiesen zu finden.
| Land/RegionAuszeichnungen für Musikverkäufe (Land/Region, Auszeichnungen, Verkäufe, Quellen) | Gold     | Platin       | Verkäufe | Quellen      |
| -------------------------------------------------------------------------------------------- | -------- | ------------ | -------- | ------------ |
| Schweiz (IFPI)                                                                               | 4× Gold4 | 23× Platin23 | 880.000  | hitparade.ch |
| Insgesamt                                                                                    | 4× Gold4 | 23× Platin23 |          |              |